# Dayr Hafir (okrug)
Okrug Dayr Hafir (ar. منطقة دير حافر) je okrug u sirijskoj pokrajini Alep. Po popisu iz 2004. (prije rata), okrug je imao 91.124 stanovnika. Administrativno sjedište je u naselju Dayr Hafir.

## Nahije
Okrug je podijeljen u nahije (broj stanovnika se odnosi na popis iz 2004.):
| Poštanski kod | Ime                 | Područje [km²] | Broj stanovnika | Sjedište            |
| ------------- | ------------------- | -------------- | --------------- | ------------------- |
| SY020900      | Dayr Hafir          | 112,22         | 33.592          | Dayr Hafir          |
| SY020901      | Rasm Harmil al-Imam | 203,58         | 30.029          | Rasm Harmil al-Imam |
| SY020902      | Kuweires Sharqi     | 218,64         | 26.729          | Kuweires Sharqi     |